# Kodeks Leicester

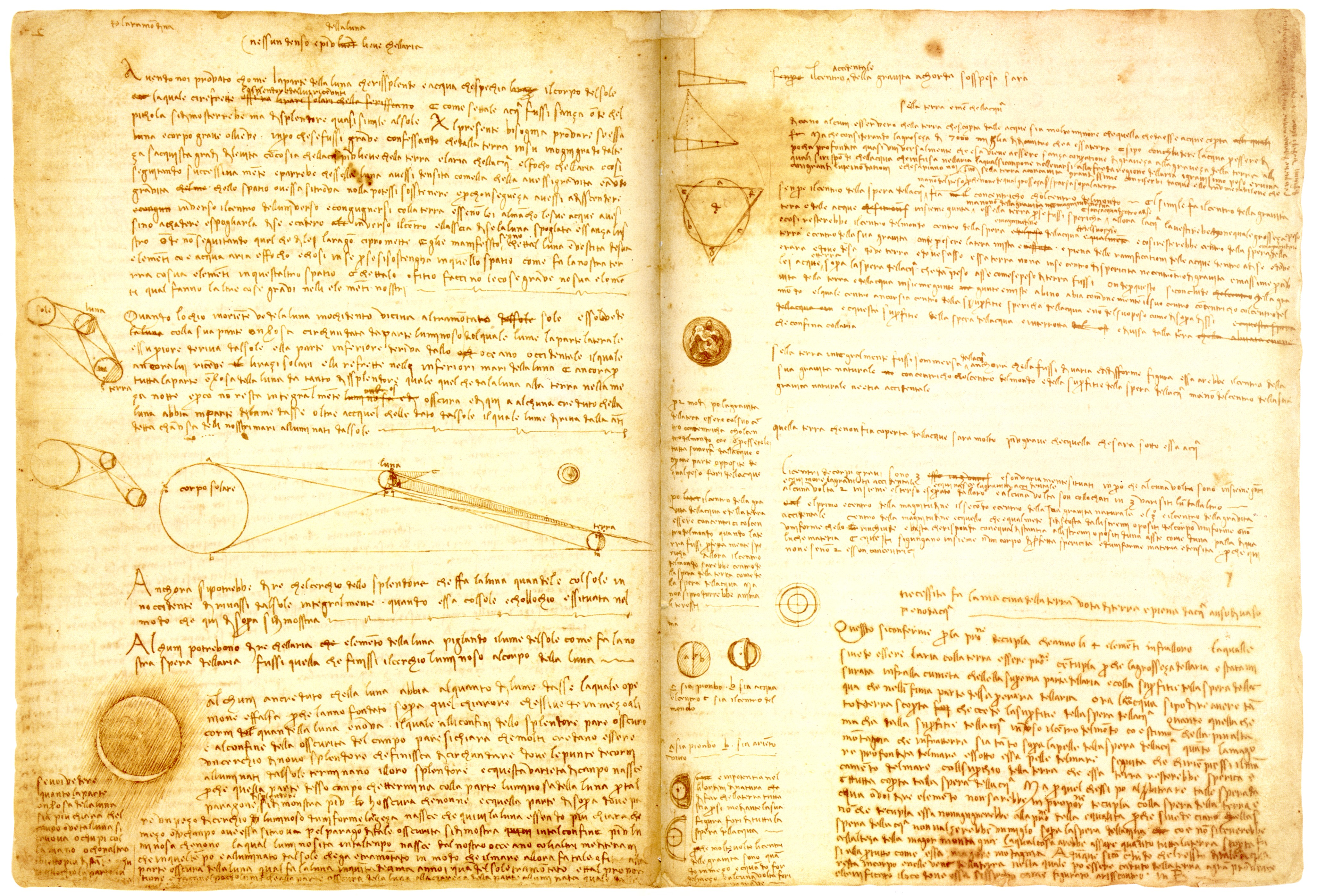
Stronice Kodeksu Leicester

Kodeks Leicester (znany również jako Kodeks Hammera) – zbiór pism i notatek sporządzonych przez Leonarda da Vinci z lat 1508–1512.

## Historia kodeksu
Kodeks Leicester swoją nazwę zawdzięcza Thomasowi Coke pierwszemu hrabiemu Leicester, który nabył zapiski we Włoszech w roku 1717, a sprowadził do Włoch dwa lata później. Będąc we Włoszech zlecił wykonanie czytelniejszej kopii kodeksu. W następnych latach dzieło przechodziło od jednego członka rodziny Coke’a do drugiego. W latach 70. XX wieku powiernicy Holkham Estate (dawnej rezydenci Coke’a) podjęli decyzję o sprzedaży kodeksu. W grudniu 1980 roku kodeks trafił na aukcję w Christie’s. Został on kupiony przez prezesa i członka zarządu Occidental Petroleum Armanda Hammera za 5,12 mln dolarów i przemianowany na Kodeks Hammera. Doradca Hammera Carlo Pedretti ponumerował folio na nowo.
Po śmierci Hammera kodeks ponownie trafił na aukcję. Kolekcję Hammera kupił Uniwersytet Kalifornijski, który następnie przeznaczył kodeks na aukcję w Christie’s. W 1994 roku manuskrypt kupił amerykański przedsiębiorca i miliarder Bill Gates za kwotę 30,8 miliona dolarów. Kodeks został najdroższą książką w historii. Gates ponownie przemianował kodeks na Leicester. Do sierpnia 2009 roku kodeks był wystawiany w Wenecji, Mediolanie, Rzymie, Paryżu, Berlinie, Dublinie, Seattle i Nowym Jorku. Kodeks został zdigitalizowany i opublikowany w Internecie.
W latach 90. należąca do Billa Gatesa firma Corbis rozpoczęła pracę nad płytą CD-ROM poświęconej kodeksowi. Płyta trafiła na rynek w 1996 roku.

## Budowa kodeksu
Kodeks jest w formie 18 arkuszy papieru, gdzie każdy złożony jest w połowie i zapisany na obu stronach. W ten sposób tworzy 72 strony dokumentu. Kodeks napisany jest ręcznym włoskim pismem lustrzanym. Tekst oprawiony jest licznymi ręcznymi rysunkami i wykresami. W nieznanym okresie kodeks został oprawiony w tekturę.

## Zawartość kodeksu
Kodeks zawiera liczne pomysły renesansowego artysty, jego szkice projektowe, ilustracje związane ze sztuką i nauką. W kodeksie znalazły się notatki poświęcone astronomii, geologii i właściwościach wody. Zdaniem Charlesa Nicholla Kodeks Leicester stanowi raczej traktat filozoficzny niż naukowy, chociaż poglądy filozoficzne były przez Leonarda sprawdzane za pomocą doświadczeń. Opisana w pracy kosmologia opiera się na wówczas obowiązujących średniowiecznych poglądach. W notatkach znalazła się również relacja o zdobyciu góry Momboso (prawdopodobnie szczytu Monte Rosa), która miała miejsce ok. 1511 roku lub później. Ze względu na swoją tematykę treść kodeksu była wielokrotnie kopiowana.
Strony kodeksu składają się z gęsto zapisanych notatek. Rysunki techniczne są drobne i znajdują się zazwyczaj na marginesach.

### Tematy kodeksu
- Ruch wody – to główny temat tego kodeksu. Leonardo pisał o prądach wodnych w rzekach i na podstawie ich obserwacji snuł teorie na temat erozji[14].
- Wytłumaczenie, dlaczego skamieniałości morskie można znaleźć w górach. Leonardo wierzył, że góry powstały z morza, stopniowo wypiętrzając się do obecnej formy[15].
- Luminescencja księżyca – Leonardo podejrzewał, że powierzchnia Księżyca składała się z odbijającej światło materii w rodzaju porfiru lub kryształu bądź tafli zmarszczonej wody. Leonardo wyprzedził o kilka dekad Michaela Maestlina, który ponownie odkrył, że wtórne światło odbija się od Ziemi[12].